# Gauliga Nordthüringen
Die Gauliga Nordthüringen war eine der obersten Fußballligen des Verbandes Mitteldeutscher Ballspiel-Vereine (VMBV). Sie wurde 1909 zusammen mit der Gauliga Ostthüringen als Aufspaltung der Gauliga Thüringen gegründet und bestand bis zur Auflösung des VMBV 1933. Der Sieger qualifizierte sich für die Endrunde der mitteldeutschen Fußballmeisterschaft.

## Überblick
Zur Spielzeit 1909/10 wurde der Gau Thüringen in die Gaue Nordthüringen und Ostthüringen aufgeteilt, in denen fortan der Spielbetrieb für die Thüringer Mannschaften organisiert wurde. Die Gauliga Nordthüringen startete mit sechs teilnehmenden Mannschaften. In der folgenden Saison wurden die Mannschaften in zwei Staffeln mit je fünf Teilnehmern eingeteilt, die beiden Staffelsieger spielten in einem Finale die Gaumeisterschaft aus. Dieser Spielmodus wurde bis zum Beginn des Ersten Weltkrieges beibehalten. Im Sommer 1911 wechselten die Vereine aus Nordhausen, Sangerhausen, Eisleben und Helfta in den neu gegründeten Gau Kyffhäuser. Mitte November 1913 wurde der westliche Teil des Gaus Nordthüringen abgetrennt und dem neu zu gründenden Gau Wartburg zugeteilt.
Mit Beginn des Ersten Weltkrieges stockte vorerst der Spielbetrieb. Am 14. Oktober 1914 wurde von den Vereinsvertretern beschlossen, dass Verbandsspiele bis auf weiteres ausfallen sollen. An deren Stelle traten Gauspiele ohne Punktewertung. Die Gothaer und Mühlhausener Vereine wechselten 1915 in den Gau Wartburg. Die weiteren Kriegsspielzeiten fanden statt. In den Saisons 1916/17 und 1917/18 war der Gaumeister Nordthüringens nicht mehr direkt für die mitteldeutsche Fußballendrunde qualifiziert, sondern spielte zuerst gegen die Meister der anderen Thüringer Gauligen die Thüringer Fußballmeisterschaft aus. Nur dieser Sieger durfte dann an der mitteldeutschen Fußballendrunde teilnehmen.
Ab der Spielzeit 1918/19 war die Gauliga Nordthüringen nur noch zweitklassig. Mit der Kreisliga Thüringen wurde eine neue oberste Spielklasse geschaffen, die neben dem Gau Nordthüringen noch die Gaue Kyffhäuser, Ostthüringen, Südthüringen, Wartburg und Westthüringen beinhaltete. Der VMBV entschloss sich dann 1919, auch die restlichen Gaue im Verbandsgebiet zu Kreisligen zusammenzufassen. Zur Spielzeit 1923/24 wurden die Kreisligen wieder abgeschafft, die Gauliga Nordthüringen war fortan wieder erstklassig und wurde bis zur Auflösung mit zehn Teilnehmern ausgespielt.
Im Zuge der Gleichschaltung wurde der VMBV und demzufolge auch die Gauliga Nordthüringen, wenige Monate nach der Machtübernahme der Nationalsozialisten im Jahre 1933 aufgelöst. Der Gaumeister und der Vizemeister der Spielzeit 1932/33 erhielten einen Startplatz in der zukünftig erstklassigen Gauliga Mitte, die weiteren Mannschaften wurden in den unteren Spielklassen eingeordnet.
Die Gauliga Nordthüringen wurde von den Erfurter Vereinen dominiert. Bis zur Zusammenlegung zur Kreisliga Thüringen konnte der SC Erfurt sechs der acht ausgespielten Meisterschaften gewinnen. In den 1920ern stieg die Spielstärke der restlichen Erfurter Vereine an, so dass sich neben dem SC Erfurt auch die SpVgg Erfurt und der VfB Erfurt die Gaumeisterschaft sichern konnten. Als einzige Vereine außerhalb Erfurts kamen der SV 01 Gotha und der SC Stadtilm zu Meisterschaftsehren.

## Einordnung
Die übermäßige Anzahl an erstklassigen Gauligen innerhalb des VMBVs hatte eine Verwässerung des Spielniveaus verursacht, es gab teilweise zweistellige Ergebnisse in den mitteldeutschen Fußballendrunden. Die Vereine aus der Gauliga Nordthüringen gehörten anfangs zu den spielstärkeren Vereinen im Verband. Der SC Erfurt konnte 1909/10 ins Finale der mitteldeutschen Fußballendrunde vordringen, verlor das am 3. April 1910 ausgetragene Spiel jedoch gegen den VfB Leipzig mit 1:4. In den kommenden beiden Jahren wurde jeweils das Halbfinale der Endrunde erreicht. In den 1920er sank die Spielstärkere jedoch im Vergleich zu den anderen Gaumeistern. Oftmals scheiterte der Gaumeister Nordthüringens nun bereits in der ersten oder zweiten Runde der Endrunde. Die SpVgg Erfurt konnte 1929/30 nochmals in das Halbfinale vordringen, verlor dieses jedoch deutlich mit 0:5 gegen den Dresdner SC.
In der ab 1933 eingeführten erstklassigen Gauliga Mitte konnte sich die SpVgg Erfurt acht Jahre und der SC Erfurt sieben Jahre lang halten, ohne nennenswerte Erfolge zu erzielen. Anderen Vereinen aus der ehemaligen Gauliga Nordthüringen gelangen bis 1944 nicht der Sprung in die Gauliga Mitte.

## Meister der Gauliga Nordthüringen 1910–1933
| Jahr    | Gaumeister Nordthüringen | Abschneiden mitteldt. Meisterschaft a | Mitteldeutscher Meister       |
| ------- | ------------------------ | ------------------------------------- | ----------------------------- |
| 1909/10 | SC Erfurt                | Finale (3)                            | VfB Leipzig                   |
| 1910/11 | SC Erfurt                | Halbfinale (3)                        | VfB Leipzig                   |
| 1911/12 | SC Erfurt                | Halbfinale (3)                        | SpVgg 1899 Leipzig-Lindenau   |
| 1912/13 | SV 01 Gotha              | Viertelfinale A (1)                   | VfB Leipzig                   |
| 1913/14 | SC Erfurt                | Achtelfinale (2)                      | SpVgg 1899 Leipzig-Lindenau   |
| 1914/15 | keine Verbandsspiele     | keine mitteldeutsche Endrunde         | keine mitteldeutsche Endrunde |
| 1915/16 | SpVgg Erfurt             | 1. Zwischenrunde (2)                  | FC Eintracht Leipzig          |
| 1916/17 | SC Erfurt b              | Halbfinale (3) b                      | Hallescher FC 1896            |
| 1917/18 | SC Erfurt b              | keine Teilnahme b                     |                               |
| 1918/19 | Kreisliga Thüringen      | Kreisliga Thüringen                   | Hallescher FC 1896            |
| 1919/20 | Kreisliga Thüringen      | Kreisliga Thüringen                   | VfB Leipzig                   |
| 1920/21 | Kreisliga Thüringen      | Kreisliga Thüringen                   | FC Wacker Halle               |
| 1921/22 | Kreisliga Thüringen      | Kreisliga Thüringen                   | SpVgg 1899 Leipzig-Lindenau   |
| 1922/23 | Kreisliga Thüringen      | Kreisliga Thüringen                   | SV Guts Muts Dresden          |
| 1923/24 | SC Erfurt                | 1. Runde (1)                          | SpVgg 1899 Leipzig-Lindenau   |
| 1924/25 | SpVgg Erfurt             | 2. Runde (2)                          | VfB Leipzig                   |
| 1925/26 | SpVgg Erfurt             | 2. Runde (2)                          | Dresdner SC                   |
| 1926/27 | SC Erfurt                | 1. Zwischenrunde (2)                  | VfB Leipzig                   |
| 1927/28 | VfB Erfurt               | 2. Vorrunde (2)                       | FC Wacker Halle               |
| 1928/29 | SpVgg Erfurt             | 2. Vorrunde (2)                       | Dresdner SC                   |
| 1929/30 | SpVgg Erfurt             | Halbfinale (4)                        | Dresdner SC                   |
| 1930/31 | SC Stadtilm              | 2. Vorrunde (2)                       | Dresdner SC                   |
| 1931/32 | SC Erfurt                | 1. Vorrunde (1)                       | PSV Chemnitz                  |
| 1932/33 | SC Erfurt                | Viertelfinale (3)                     | Dresdner SC                   |

## Rekordmeister
Rekordmeister der Gauliga Nordthüringen ist der SC Erfurt, der den Titel zehn Mal gewinnen konnten.
|  | Verein       | Titel | Jahr                                                                                     |
|  | ------------ | ----- | ---------------------------------------------------------------------------------------- |
|  | SC Erfurt    | 10    | 1909/10, 1910/11, 1911/12, 1913/14, 1916/17, 1917/18, 1923/24, 1926/27, 1931/32, 1932/33 |
|  | SpVgg Erfurt | 5     | 1915/16, 1924/25, 1925/26, 1928/29, 1929/30                                              |
|  | SV 01 Gotha  | 1     | 1912/13                                                                                  |
|  | VfB Erfurt   | 1     | 1927/28                                                                                  |
|  | SC Stadtilm  | 1     | 1930/31                                                                                  |

## Ewige Tabelle
Berücksichtigt sind alle überlieferten Spielzeiten der erstklassigen Gauliga Nordthüringen bis 1933 inklusive der zwischen 1910/11 und 1913/14 stattfindenden Finalspiele zwischen den Staffelmeistern. Aus der Spielzeit 1909/10 sind nur die teilnehmenden Mannschaften überliefert. Da es in der Spielzeit 1912/13 zu zwei Spielen kam, die als Niederlage für beide Mannschaften gewertet wurden, gibt es mehr Gegenpunkte als Pluspunkte.
| Pl. | Verein                                            | Jahre | Sp. | S   | U  | N   | T+  | T-  | Diff. | Punkte  | Ø-Pkt. | Titel | Spielzeiten                            |
| --- | ------------------------------------------------- | ----- | --- | --- | -- | --- | --- | --- | ----- | ------- | ------ | ----- | -------------------------------------- |
| 1.  | SC Erfurt                                         | 18    | 249 | 184 | 27 | 38  | 854 | 284 | +570  | 395:103 | 1,59   | 10    | 1909–1914, 1915–1918, 1923–1933        |
| 2.  | SpVgg Erfurt                                      | 15    | 230 | 151 | 28 | 51  | 679 | 351 | +328  | 330:130 | 1,43   | 5     | 1912–1914, 1915–1918, 1923–1933        |
| 3.  | FC Britannia Erfurt/ VfB Erfurt                   | 18    | 244 | 121 | 31 | 92  | 639 | 478 | +161  | 273:215 | 1,12   | 1     | 1909–1914, 1915–1918, 1923–1933        |
| 4.  | FV Germania Ilmenau                               | 12    | 186 | 85  | 25 | 76  | 459 | 419 | +40   | 195:177 | 1,05   | 0     | 1912–1914, 1923–1933                   |
| 5.  | SC Stadtilm                                       | 9     | 162 | 82  | 24 | 56  | 424 | 307 | +117  | 188:136 | 1,16   | 1     | 1924–1933                              |
| 6.  | MTV 1897 Erfurt/ Sportring BV 1897 Erfurt         | 17    | 232 | 68  | 33 | 131 | 368 | 627 | −259  | 169:295 | 0,73   | 0     | 1909–1914, 1915/16, 1917/18, 1923–1936 |
| 7.  | SpVgg 1907 Arnstadt/ SuS 07 Arnstadt/ BC Arnstadt | 8     | 144 | 52  | 17 | 75  | 320 | 423 | −103  | 121:167 | 0,84   | 0     | 1923–1930, 1931/32                     |
| 8.  | SV 09 Arnstadt                                    | 9     | 162 | 43  | 25 | 94  | 260 | 462 | −202  | 111:213 | 0,69   | 0     | 1923/24, 1925–1933                     |
| 9.  | FC Borussia Erfurt b                              | 10    | 119 | 45  | 14 | 60  | 244 | 258 | −14   | 104:134 | 0,87   | 0     | 1910–1914, 1915–1918, 1923–1926        |
| 10. | TSV Schwarz-Weiß Erfurt                           | 5     | 90  | 29  | 8  | 53  | 168 | 260 | −92   | 66:114  | 0,73   | 0     | 1926–1931                              |
| 11. | FC 01 Gotha                                       | 4     | 39  | 26  | 8  | 5   | 133 | 67  | +66   | 60:18   | 1,54   | 1     | 1910–1914                              |
| 12. | TSG Gispersleben                                  | 4     | 72  | 18  | 11 | 43  | 138 | 233 | −95   | 47:97   | 0,65   | 0     | 1929–1933                              |
| 13. | TV 1905 Ilversgehofen/ SV 1905 Erfurt b           | 4     | 54  | 19  | 7  | 28  | 83  | 99  | −16   | 45:63   | 0,83   | 0     | 1909/10, 1923–1926                     |
| 14. | VfB Sömmerda                                      | 4     | 72  | 14  | 13 | 45  | 108 | 234 | −126  | 41:103  | 0,57   | 0     | 1928/29, 1930–1933                     |
| 15. | FC Germania Mühlhausen                            | 4     | 33  | 17  | 5  | 11  | 77  | 61  | +16   | 39:27   | 1,18   | 0     | 1910–1914                              |
| 16. | FC Teutonia Mühlhausen                            | 4     | 35  | 16  | 2  | 17  | 75  | 97  | −22   | 34:36   | 0,97   | 0     | 1910–1914                              |
| 17. | FC Saxonia Erfurt                                 | 5     | 47  | 13  | 1  | 33  | 71  | 135 | −64   | 27:67   | 0,57   | 0     | 1912–1914, 1915–1918                   |
| 18. | SC Erfurt Ib                                      | 2     | 15  | 12  | 1  | 2   | 52  | 17  | +35   | 25:50   | 1,67   | 0     | 1912–1914                              |
| 20. | Erfurter Turnerschaft/ Wacker Erfurt              | 3     | 48  | 7   | 5  | 36  | 39  | 138 | −99   | 19:77   | 0,4    | 0     | 1915/16, 1923–25                       |
| 21. | Post SV Erfurt                                    | 2     | 36  | 4   | 7  | 25  | 47  | 118 | −71   | 15:57   | 0,42   | 0     | 1927/28, 1932/33                       |
| 22. | BC 1900 Erfurt                                    | 3     | 23  | 5   | 2  | 16  | 29  | 100 | −71   | 12:34   | 0,52   | 0     | 1910–1913                              |
| 23. | BC Teutonia Erfurt c                              | 3     | 14  | 4   | 1  | 9   | 24  | 54  | −30   | 9:19    | 0,64   | 0     | 1909–1912                              |
| 24. | FC Germania Erfurt c                              | 3     | 16  | 3   | 2  | 11  | 29  | 55  | −26   | 8:24    | 0,5    | 0     | 1909–1912                              |
| 25. | BC 1918 Erfurt                                    | 1     | 18  | 0   | 3  | 15  | 11  | 54  | −43   | 3:33    | 0,17   | 0     | 1926/27                                |